# Riemannova ploskev
Riemannova ploskev je enorazsežna kompleksna mnogoterost. Riemannove ploskve si lahko predstavljamo kot »deformirano obliko« kompleksne ravnine. Lokalno blizu vsake točke izgledajo kot delčki kompleksne ravnine, toda globalna topologija je lahko popolnoma drugačna. Lahko izgleda kot sfera ali torus ali kot dvojica zlepljenih plošč.
Imenuje se po nemškem matematiku Bernhardu Riemannu (1826 – 1866).
Vsaka Riemannova ploskev je dvorazsežna mnogoterost (torej ploskev). Med dvema Riemannovima ploskvama lahko definiramo holomorfne funkcije. Riemannove ploskve lahko imamo kot primerne za proučevanje značilnosti teh funkcij, še posebno večvrednostnih funkcij kot so kvadratni koren in druge algebrske funkcije ter logaritem.
Vsaka Riemannova ploskev je dvorazsežna realna analitična mnogoterost. Vsebuje pa več strukture, ki je potrebna za nedvoumno definicijo holomorfnih funkcij. Dvorazsežna realna mnogoterost se lahko spremeni v Riemannovo ploskev samo, če in samo, če je orientabilna in metrizabilna. Tako sfera in torus dopuščata kompleksne strukture. Teh pa ne dopuščajo Möbiusov trak, Kleinova steklenica in projektivna ravnina.   

## Definicije
Znanih je več enakovrednih definicij Riemannove ploskve. Tukaj navajamo samo dve.
1. Riemannova ploskev {\displaystyle X\,} je kompleksna mnogoterost s kompleksno razsežnostjo ena. To pomeni, da je Riemannova ploskev {\displaystyle X\,} Hausdorffov topološki prostor, ki vsebuje atlas.
2. Riemannova ploskev {\displaystyle X\,} je mnogoterost z realno razsežnostjo dva, torej je ploskev s konformno strukturo. Lokalno je v vsaki točki {\displaystyle x\,} Riemannove ploskve {\displaystyle X\,} se predpostavlja, da je prostor podoben realni ravnini. Oznaka "Riemannova" pomeni, da  je ploskev vsebuje dodatno strukturo, ki omogoča merjenje kotov na mnogoterosti. To je namreč ekvivalenčni razred tako imenovane Riemannove metrike. Dve takšni metriki sta enaki, če sta merjena kota enaka. Izbor ekvivalenčnega razreda metrike na {\displaystyle X\,} je dodatna potrditev konformne strukture.

## Zgledi
- kompleksna ravnina {\displaystyle C\,} je osnova Riemannove ploskve. Preslikava {\displaystyle f(z)=z} definira krivuljo za {\displaystyle C\,} in  {f} je atlas za {\displaystyle C\,}. Preslikava {\displaystyle g(z)=z^{*}} (konjugirana preslikava) tudi definira krivuljo na {\displaystyle C\,} in {g} je atlas za {\displaystyle C\,}.
- na podoben način se lahko vsaka odprta podmnožica kompleksne ravnine obravnava kot Riemannova ploskev. Splošno lahko rečemo, da je vsaka odprta podmnožica Riemannove ploskve tudi Riemannova ploskev.
- naj bo S = C ∪ {∞} in naj bo f(z) = z kjer je z v S \ {∞} in g(z) = 1 / z kjer je z v S \ {0} in 1/∞ je enako 0. V tem primeru sta f in g karti, sta združljiva ter je {f, g} atlas (topologija)|atlas]] za  {\displaystyle S\,} kar pa povzroča, da je {\displaystyle S\,} Riemannova ploskev. Ta posebni primer ploskve se imenuje Riemannova sfera. To kroglo si predstavljamo  kot, da smo ovili kompleksno ravnino okoli sfere. Za razliko od kompleksne ravnine je kompaktna.

- v teoriji kompaktnih Riemannovih ploskev lahko dokaže, da so Riemannove ploskve enakovredne projektivnim algebrskim krivuljam, ki so definirane nad kompleksnimi števili in niso singularne. Zgled: torus C/(Z + τ Z), kjer je τ kompleksno število, odgovarja  
Weierstrassovi eliptični funkciji, ki je povezana z rešetko za Z + τ Z z eliptično krivuljo, ki je dana z enačbo

y2 = x3 + a x + b.
Torusi so edine Riemannove ploskve, ki imajo rod enak 1. Ploskve z višjimi vrednostni roda {\displaystyle g\,} se dobijo s pomočjo hipereliptičnih ploskev
y2 = P(x)
kjer je P kompleksni polinom stopnje {\displaystyle 2g+1}.
- zanimivi zgledi nekompaktnih Riemannovih ploskev se dobijo z analitičnim nadaljevanjem:

- {\displaystyle f(z)=\arcsin z,\!}
- {\displaystyle f(z)=\log z,\!}
- {\displaystyle f(z)=z^{\frac {1}{2}}}
- {\displaystyle f(z)=z^{\frac {1}{3}}}
- {\displaystyle f(z)=z^{\frac {1}{4}}}

## Razvrščanje Riemannovih ploskev
Področje Riemannovih ploskev lahko razvrstimo v tri skupine: hiperbolične, parabolične in eliptične Riemannove ploskve, ki se ločijo po uniformizacijskem izreku. Geometrijsko to odgovarja negativni, ničelni in pozitivni ukrivljenosti. Kadar uporabimo uniformizacijski izrek za  konformno geometrijo  vsaka Riemannova ploskev {\displaystyle X\,} omogoča izreden polno dvorazsežno realno Riemannovo metriko  s konstantno ukrivljenostjo, ki ima vrednosti -1, 0, +1. Riemannove ploskve s temi ukrivljenostmi imenujemo hiperbolična , parabolična in eliptična  ploskev.           

### Eliptične Riemannove ploskve
Eliptične Riemannove ploskve imajo konstantno ukrivljenost +1. Edini primer te vrste ploskve je Riemannova sfera C ∪ {∞}.

### Parabolične Riemannove ploskve
To so ploskve {\displaystyle X\,}, ki imajo konstantno ukrivljenost z vrednostjo 0.

### Hiperbolične Riemannove ploskve
Riemannove ploskve z ukrivljenostjo -1 se imenujejo hiperbolične. Ta skupina ploskev je največja. 